# آيت بازة (آيت بازا)
آيت بازة هي إحدى مشيخات المملكة المغربية، تتبع جغرافيا لإقليم بولمان وإداريًا لآيت بازا. يقدر عدد سكانها بـ 3480 نسمة حسب الإحصاء الرسمي للسكان والسكنى لسنة 2004.